# Уилям Бернбах
Уилям (Бил) Бернбах (на английски: William Bernbach) е американски бизнесмен, теоретик на рекламата и криейтив директор в рекламна агенция. Той е един от тримата основатели на международната рекламна агенция Дойл Дейн Бернбах (на английски: Doyle, Dane, and Bernbach). Създател е на множество успешни рекламни кампании и оказва дълготрайно влияние върху структурата на рекламните отдели, като негови модели се използват в рекламните агенции и до днес.

## Семейство и образование
Роден е в Бронкс, Ню Йорк в семейството на Ребека и Якоб Бернбах. През 1932 г. завършва с бакалавърска степен по английска филология Нюйоркския университет, но също така учи бизнес администрация, философия, музика и свири на пиано.

## Кариера
След дипломирането си през 1933 г. Бернбах работи като уредник на пощенската служба в Schenley Distillers. Това става по време на Голямата депресия, като за намирането на работата му помага семеен приятел. Бернбах написва реклама за един от продуктите на Schenley, американско крем-уиски, която е използвана за рекламна кампания. Бернбах получава повишение и постъпва в рекламния отдел на компанията.
Напуска Schenley през 1939 г. и започва да пише анонимно по поръчка на Гроувър Уейлън (Grover Whalen), шеф на Световното изложение от 1939 г., а през следващата година навлиза в рекламната индустрия като постъпва на работа в агенцията William Weintraub. По време на Втората световна война прекарва две години на фронта и след това заема пост в компанията Coty, последван от пост в Grey Advertising. Започва като копирайтър, но е повишен в криейтив директор през 1947 г.
През 1949 г. Бернбах заедно с Нед Дойл, с когото се среща в Grey, и с Максуел Дейн, който вече имал малка рекламна агенция, основава наречената на техните фамилни имена рекламна агенция Doyle, Dane, and Bernbach в Манхатън.
Още от самото начало Бернбах играе съществена роля в писането на рекламите, дистанцирайки се от административните и промоционални страни на бизнеса, които остават като задължение на Дейн. Като творчески двигател зад агенцията, Бернбах подпомага за растежа ѝ от приблизително 1 милион долара до повече от 40 милиона долара по времето, когато се пенсионира. Doyle, Dane, and Bernbach се развива, докато през 1976 г. става единадесетата най-голяма рекламна агенция в САЩ, когато Бернбах става главен изпълнителен директор.

## Приноси и признание
Бернбах е запомнен с неговата страст към креативност и нестандартни идеи, които го причисляват към един от лидерите на Креативната революция през 60-те и 70-те години на 20 век. Работата му често се характеризира с простота. Той е първият, който обединява копирайтърите и арт директорите в двучленни екипи — обикновено тогава те са били в самостоятелни отдели — модел, който все още съществува в рекламните агенции.
Бернбах печели много награди и уважение за своята работа в рекламната индустрия по време на кариерата си. Въведен е в Залата на славата на копирайтърите (Copywriters Hall of Fame) през 1964 г., получава наградата „Мъж на годината в рекламата“ (САЩ) през 1964, 1965 г. и едноименната награда на Pulse Inc. през 1966 г. През 1969 г. е обявен за „Най-добър изпълнителен директор на рекламна агенция“ и получава награда на Американската академия за постижения (American Academy of Achievement Award) през 1976 г. През същата година е въведен и в Залата на славата на Американската рекламна федерация (American Advertising Federation Hall of Fame). Негово дело е дизайнът на статуетката „Златната стълба“, връчвана от Залата на славата в рекламата (Advertising Hall of Fame). 

## Цитати
- „Нека да докажем на света, че добрият вкус, доброто изкуство и доброто писане могат да продават добре.“
- „Никой не брои колко реклами си направил, а помни впечатлението, което си оставил.“
- „Добрата реклама гради продажби. Великата реклама гради фабрики.“
- „Принципите не са принципи, докато не ти струват нещо.“